# Parepilysta granulosa
Parepilysta granulosa är en skalbaggsart som beskrevs av Stefan von Breuning 1939. Parepilysta granulosa ingår i släktet Parepilysta och familjen långhorningar. Inga underarter finns listade i Catalogue of Life.